# Sophie Tucker

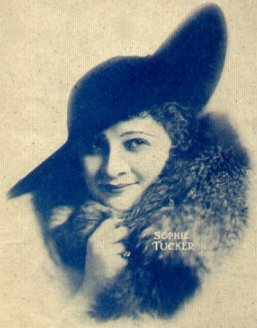
Sophie Tucker 1917

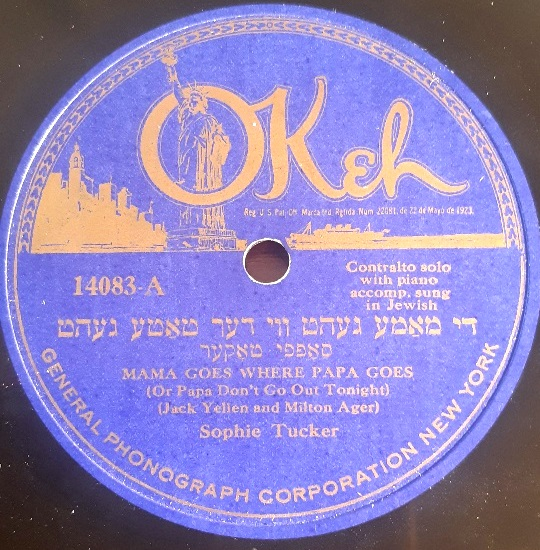
Schallplatte von Sophie Tucker (Chicago 1924)

Sophie Tucker (* 13. Januar 1886 Anm. in Tultschyn, Russisches Kaiserreich, heute Oblast Winnyzja, Ukraine; † 9. Februar 1966 in New York City; gebürtig Sophia Kalish) war eine US-amerikanische Komödiantin und Sängerin. Sie war eine erfolgreiche Entertainerin in den Vereinigten Staaten im ersten Drittel des 20. Jahrhunderts.

## Leben
Als Sophie ein Kind war, emigrierte ihre Familie in die Vereinigten Staaten. Ihr Vater führte in Hartford (Connecticut) ein Restaurant, in dem sie vor den Gästen sang. 1903 heiratete sie Louis Tuck und änderte damit ihren Namen auf Tucker. Die Ehe war von kurzer Dauer; ihr entstammt Tuckers einziger Sohn Albert.
Tucker debütierte 1906 in New York im German Village Club; sie spielte Klavier und sang Burlesken. 1909 trat sie in den Ziegfeld Follies auf und erhielt von Jack Yellen den Spitznamen „Last of the Red-Hot Mamas“. Am 1. Mai 1910 nahm sie ihren ersten Titel „That lovin’ Rag“ auf Phonographenwalze für Edison auf. Ihr wohl berühmtester Titel „Some of These Days“ folgte 1911, ebenfalls auf Edison-Walze. Dieser Song von Shelton Brooks wurde ein großer Hit und wurde Tuckers Leitmelodie.
1917 heiratete sie den Vaudeville-Pianisten Frank Westphal, behielt jedoch ihren Namen aus erster Ehe bei. Die Ehe wurde 1919 geschieden.
1921 engagierte Tucker den Pianisten und Komponisten Ted Shapiro. Er war ihr langjähriger Begleiter und Musikdirektor und schrieb einige Songs für sie. Einer ihrer Erfolgstitel war „My Yiddishe Momme“, der von Jack Yellen und Lew Pollack geschrieben und durch sie berühmt wurde. Tucker sang ihn 1925 nach dem Tod ihrer eigenen Mutter; es wurde ein #5 Hit in den USA, in Englisch auf der A- und in Jiddisch auf der B-Seite.
In den 1920er Jahren arbeitete Sophie Tucker mit Stars wie Mamie Smith und Ethel Waters. 1925 gastierte sie in Berlin; 1929 wirkte sie im Tonfilm Honky Tonk mit. 1938 spielte sie eine Rolle im großen Finale von Broadway Melody of 1938. Sie wirkte auch in den US-amerikanischen Musicalfilmen Follow the Boys und Sensations of 1945 von 1944 mit. In den 1950er- und -60er Jahren trat Sophie Tucker in mehreren amerikanischen Fernsehshows auf. Es entstanden noch einige erfolgreiche Alben für Mercury Records, wie My Dream, Cabaret Days und Fifty Golden Years.
Ken Bloom beschreibt „die First Lady of Show-Business“ als eine aggressiv, urkomisch und selbstsicher auftretende Sängerin und Komödiantin, die dick war und sich darüber lustig machte. Sie war genüsslich offen über ihr Interesse an Sex, wie in den Songs „He hadn’t Up till Yesterday, but I bet he Will Tonight“ oder „I May be Getting Older Every Day, but Getting Younger Every Night“. 1925 sorgte sie für einen Skandal, als sie, von ihrem Berlin-Engagement zurückgekehrt, in kurzen Hosen auftrat. Für Kontroversen sorgte sie mit dem Song „Mr. Siegel“, in dem sie die Geschichte eines Mädchens erzählte, das von seinem Chef geschwängert wird, darin die Zeile „Mr. Siegel, please make it legal“.
Bette Midler machte Sophie Tucker in ihren Live-Shows seit Mitte der 1970er Jahre zu einer ihrer Charakterfiguren.
2015 erschien bei Menemsha Films ein Dokumentarfilm über Sophie Tucker.

## Literatur

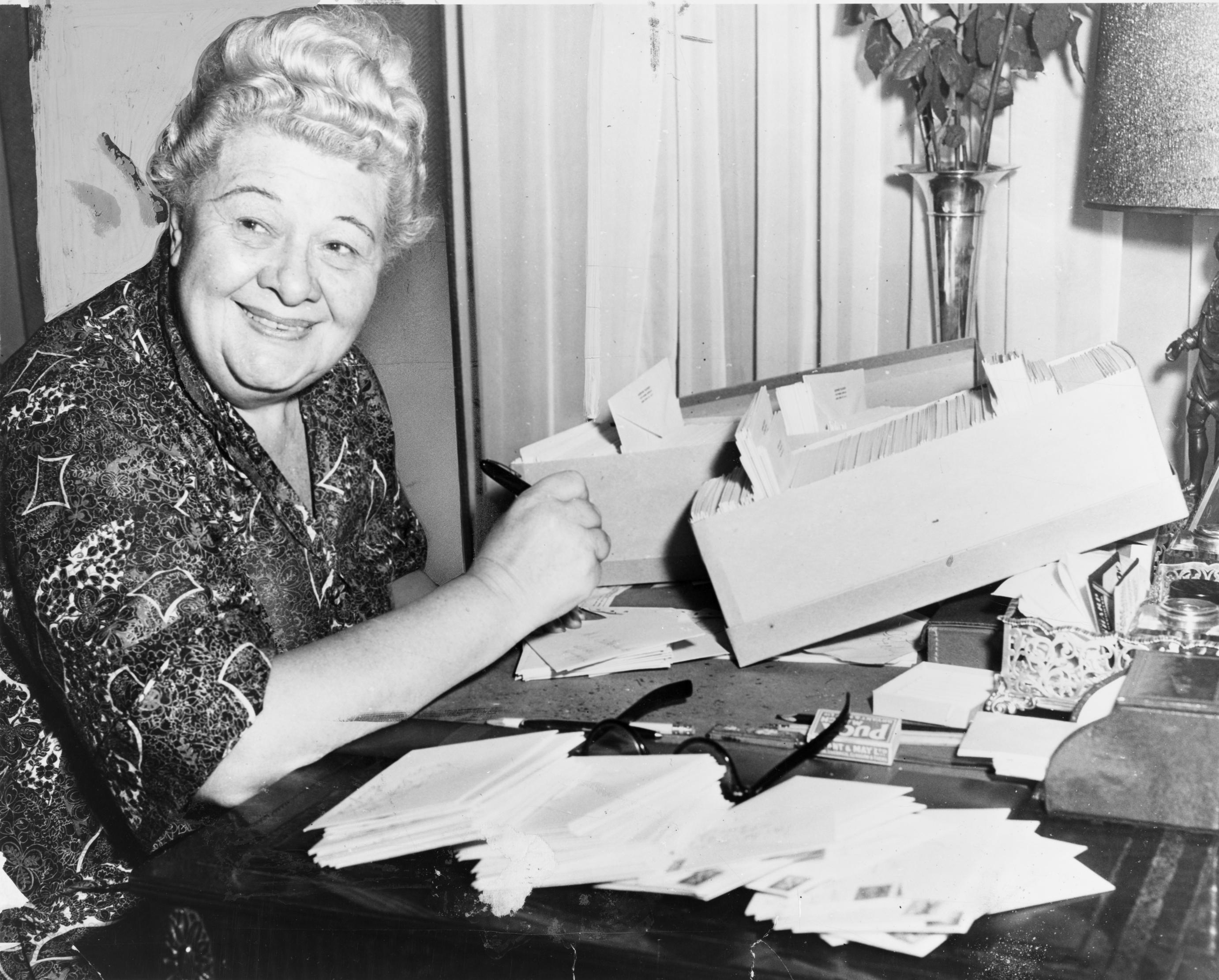
Sophie Tucker (1952)